# Eunemobius confusus
Eunemobius confusus är en insektsart som först beskrevs av Willis Blatchley 1903.  Eunemobius confusus ingår i släktet Eunemobius och familjen syrsor. Inga underarter finns listade i Catalogue of Life.